# قلنسوي أنيق
قلنسوي أنيق (الاسم العلمي: Mycena elegans) هو نوع من الفطريات يتبع جنس القلنسوي من الفصيلة القلنسوية.